# Jegorjewsk II
Jegorjewsk II (ros. Егорьевск II) – stacja kolejowa w miejscowości Jegorjewsk, w rejonie jegorjewskim, w obwodzie moskiewskim, w Rosji. Położona jest na Wielkim Pierścieniu Kolei Moskiewskiej.